# Belyta analis
Belyta analis är en stekelart som beskrevs av Thomson 1858. Belyta analis ingår i släktet Belyta, och familjen hyllhornsteklar. Arten är reproducerande i Sverige.